# 文茨皮爾斯區
文茨皮爾斯區是拉脫維亞西北部的一個已废置的區份，臨波羅的海。面積2,462平方公里。人口14,530人。区府文茨皮爾斯（为独立的共和国城市，不在本区范围内）。下分1市12村。
拉脫維亞於2009年撤销了所有的区份，并改制为市镇。